# Anthurium debilipeltatum
Anthurium debilipeltatum är en kallaväxtart som beskrevs av Thomas Bernard Croat. Anthurium debilipeltatum ingår i släktet Anthurium och familjen kallaväxter. Inga underarter finns listade.